# Honor
"Honor" je osma epizoda treće sezone serije Zločini iz prošlosti.

## Sinopsis
Detektivka Lili Raš obnavlja slučaj Karla Bartona, pilota, koji se 1972. godine vratio iz Vijetnamskog rata svojoj porodici a posle pola godine je bio nađen mrtav u jednoj gradskoj četvrti. Na licu mesta je nađena i kesica marihuane. Karlova supruga, gospođa Žanet Barton govori detektivki Raš, da nakon što se Karl vratio iz rata, u potpunosti se promenio i više nije bio onaj snažan muškarac, kojega je nekada poznavala. Od sina žrtve saznaje, da se njegova majka tokom očevog odsustva sastajala sa Kenom Vestinom. Žanet se nakon što se Karl vratio kući, rastala sa Kenom i on je to teško podneo 